# Copa SheBelieves 2016
La Copa SheBelieves 2016 fue la edición inaugural de la Copa SheBelieves, un torneo femenino de fútbol celebrado en los Estados Unidos y al que se accede por invitación. Se llevó a cabo entre el 3 y 9 de marzo de 2016, antes del campeonato de fútbol femenino de los Juegos Olímpicos de Verano 2016.

## Equipos
| Equipo         | FIFA Rankings (diciembre de 2015) |
| -------------- | --------------------------------- |
| Estados Unidos | 1                                 |
| Alemania       | 2                                 |
| Francia        | 3                                 |
| Inglaterra     | 5                                 |

## Formato
Los cuatro equipos invitados jugaron un todos contra todos.
Los puntos obtenidos en la fase de grupos siguieron la fórmula estándar de tres puntos para una victoria, un punto para un empate y cero puntos para una derrota.

## Resultados
El calendario fue anunciado en enero de 2016.
| Pos. | Equipo                | Pts. | PJ | G | E | P | GF | GC | Dif. |
| ---- | --------------------- | ---- | -- | - | - | - | -- | -- | ---- |
| 1    | Estados Unidos (H, C) | 9    | 3  | 3 | 0 | 0 | 4  | 1  | +3   |
| 2    | Alemania              | 6    | 3  | 2 | 0 | 1 | 4  | 3  | +1   |
| 3    | Inglaterra            | 1    | 3  | 0 | 1 | 2 | 1  | 3  | −2   |
| 4    | Francia               | 1    | 3  | 0 | 1 | 2 | 0  | 2  | −2   |

 Fuente: US Soccer
| 3 de marzo de 2016 | Alemania  | 1–0     | Francia | Raymond James Stadium, Tampa, Florida |                         |
|                    | Maier 83' | Reporte |         | Árbitra: Melissa Borjas               | Árbitra: Melissa Borjas |

| 3 de marzo de 2016 | Estados Unidos | 1–0     | Inglaterra | Raymond James Stadium, Tampa, Florida |                         |
|                    | Dunn 72'       | Reporte |            | Árbitra: Tatiana Guzmán               | Árbitra: Tatiana Guzmán |

| 6 de marzo de 2016 | Estados Unidos | 1–0     | Francia | Nissan Stadium, Nashville, Tennessee |                           |
|                    | Morgan 90+1'   | Reporte |         | Árbitra: Alondra Sandoval            | Árbitra: Alondra Sandoval |

| 6 de marzo de 2016 | Alemania                               | 2–1     | Inglaterra | Nissan Stadium, Nashville, Tennessee |                             |
|                    | Flaherty 76' (a.g.) · Peter 82' (pen.) | Reporte | Duggan 9'  | Árbitra: Ekaterina Koroleva          | Árbitra: Ekaterina Koroleva |

| 9 de marzo de 2016 | Francia | 0–0     | Inglaterra | FAU Stadium, Boca Ratón, Florida |                             |
|                    |         | Reporte |            | Árbitra: Gillian Martindale      | Árbitra: Gillian Martindale |

| 9 de marzo de 2016 | Estados Unidos         | 2–1     | Alemania   | FAU Stadium, Boca Ratón, Florida |                             |
|                    | Morgan 35' · Mewis 41' | Reporte | Mittag 29' | Árbitra: Carol-Anne Chenard      | Árbitra: Carol-Anne Chenard |

|                                    |
| Bandera de Estados Unidos          |
| Campeón Estados Unidos 1.er título |

## Goleadoras
2 goles
- Alex Morgan

1 gol
- Toni Duggan
- Leonie Maier
- Anja Mittag
- Babett Peter
- Crystal Dunn
- Samantha Mewis

Autogol
- Gilly Flaherty (jugando contra Alemania)